# 58 Ceti
58 Ceti är en vit underjätte i stjärnbilden Valfisken.
58 Ceti har visuell magnitud +6,56 och kräver fältkikare för att kunna observeras. Den befinner sig på ett avstånd av ungefär 490 ljusår.